# Georg Ketteler
Georg Ketteler (* im 16. Jahrhundert; † im 16. oder im 17. Jahrhundert) war evangelischer Domherr in Münster.

## Leben

### Herkunft und Familie
Georg Ketteler entstammte dem westfälischen Adelsgeschlecht Ketteler, das zum Ministerialadel gehörte. Zahlreiche namhafte Persönlichkeiten gingen daraus hervor. Er war der Sohn des Rotger Ketteler zu Middelburg († 1532) und dessen Gemahlin Anna von Bökenförde gen. von Schüngel. Sein Bruder Konrad (Conrad), ⚭ 1554 Bertha von Raesfeld, erneuerte die  Middelburg und war Drost zu Stromberg. Sein Bruder Rotger war in den Jahren 1570 bis 1582 Domherr in Münster.

### Wirken
Georg war Domherr zu Osnabrück, als er in  Orléans Rechtswissenschaften studierte. Im Jahre 1570 kam er in den Besitz einer münsterschen Dompräbende und wurde im gleichen Jahr emanzipiert. 1577 trat er der Juniorenpartei im Domkapitel bei, die dem evangelischen Glauben nahe stand. Georg verzichtete 1579 auf seine Pfründe und heiratete die Erbtochter Anna Ledebur. Dadurch kam er in den Besitz der Osnabrücker Lehngüter der Ledebur und ihr Erbmarschallamt in Herford. Aus der Ehe ging der Sohn Johann Ledebur Ketteler, der spätere Drost zu Limberg, hervor.